# Struktura Uniwersytetu Ekonomicznego w Krakowie
Struktura organizacyjna Uniwersytetu Ekonomicznego w Krakowie obowiązująca od 1 października 2019 roku.

## Jednostki bezpośrednio podległe Rektorowi[1]

### Kolegia

#### Kolegium Ekonomii, Finansów i Prawa
Jednostki Kolegium:
Instytut Ekonomii
- Katedra Ekonomii
- Katedra Ekonomiki Nieruchomości i Procesu Inwestycyjnego
- Katedra Handlu Zagranicznego
- Katedra Makroekonomii
- Katedra Międzynarodowych Stosunków Gospodarczych
- Katedra Mikroekonomii
- Katedra Polityki Ekonomicznej i Programowania Rozwoju
- Katedra Przedsiębiorczości i Innowacji
- Katedra Rozwoju Organizacji
- Katedra Studiów Europejskich i Integracji Gospodarczej
- Katedra Teorii Ekonomii

Instytut Finansów
- Katedra Bankowości i Globalnego Systemu Finansowego]
- Katedra Finansów i Polityki Finansowej]
- Katedra Finansów Przedsiębiorstw]
- Katedra Finansów Publicznych]
- Katedra Finansów Rozwoju Zrównoważonego
- Katedra Rachunkowości Finansowej
- Katedra Rynków Finansowych
- Katedra Zarządzania Ryzykiem i Ubezpieczeń

Instytut Metod Ilościowych w Naukach Społecznych
- Katedra Ekonometrii i Badań Operacyjnych
- Katedra Matematyki
- Katedra Statystyki

Instytut Prawa
- Katedra Prawa Konstytucyjnego, Administracyjnego i Zamówień Publicznych
- Katedra Prawa Cywilnego, Gospodarczego i Prywatnego Międzynarodowego
- Katedra Prawa Karnego
- Katedra Prawa Międzynarodowego Publicznego i Europejskiego
- Katedra Prawa Nieruchomości i Podatkowego
- Katedra Prawa Gospodarczego Publicznego i Prawa Pracy

#### Kolegium Gospodarki i Administracji Publicznej
Jednostki Kolegium:
Instytut Polityk Publicznych i Administracji
- Katedra Polityk Publicznych
- Katedra Gospodarki Publicznej
- Katedra Polityk Regulacyjnych
- Katedra Zarządzania Organizacjami Publicznymi
- Katedra Empirycznych Analiz Stabilności Gospodarczej

Instytut Gospodarki Przestrzennej i Studiów Miejskich
- Katedra Gospodarki Przestrzennej
- Katedra Historii Gospodarczej i Społecznej
- Katedra Geografii Społeczno- Ekonomicznej

Instytut Politologii, Socjologii i Filozofii
- Katedra Filozofii
- Katedra Socjologii
- Katedra Studiów Politycznych
- Katedra Stosunków Międzynarodowych

#### Kolegium Nauk o Zarządzaniu i Jakości
Jednostki Kolegium:
Instytut Zarządzania
- Katedra Analiz Strategicznych
- Katedra Analizy Rynku i Badań Marketingowych
- Katedra Ekonomiki i Organizacji Przedsiębiorstw
- Katedra Handlu i Instytucji Rynkowych
- Katedra Informatyki
- Katedra Marketingu
- Katedra Metod Organizacji i Zarządzania
- Katedra Procesu Zarządzania
- Katedra Psychologii i Dydaktyki
- Katedra Rachunkowości
- Katedra Systemów Obliczeniowych
- Katedra Turystyki
- Katedra Zachowań Organizacyjnych
- Katedra Zarządzania Kapitałem Ludzkim
- Katedra Zarządzania Międzynarodowego
- Katedra Zarządzania Zasobami Pracy

Instytut Nauk o Jakości i Zarządzania Produktem
- Katedra Chemii Ogólnej
- Katedra Metrologii i Analizy Instrumentalnej
- Katedra Mikrobiologii
- Katedra Opakowalnictwa Towarów
- Katedra Jakości i Bezpieczeństwa Produktów Przemysłowych
- Katedra Jakości Produktów Żywnościowych
- Katedra Technologii i Ekologii Wyrobów
- Katedra Zarządzania Jakością
- Katedra Zarządzania Procesowego

### Pozostałe jednostki
- Zespół Audytu Wewnętrznego
- Zespół Radców Prawnych
- Inspektor Ochrony Danych
- Stanowisko ds. Bezpieczeństwa i Ochrony Informacji Niejawnych
- Stanowisko ds. Obronnych
- Dyrektor ds. Informatyzacji – Pełnomocnik Rektora (RI)

## Jednostki w pionie Prorektora ds. Kształcenia i Studentów
- Dział Nauczania
- Dział Spraw Bytowych Studentów i Doktorantów
- Centrum Jakości Kształcenia
- Studium Doskonalenia Dydaktyki Akademickiej
- Biuro ds. Osób Niepełnosprawnych
- Centrum Językowe UEK
- Studium Wychowania Fizycznego i Sportu

## Jednostki w pionie Prorektora ds. Projektów i Współpracy
- Dział Transferu Wiedzy i Projektów
- Biuro Programów Zagranicznych
- Akademickie Centrum Kariery
- Biuro ds. Akredytacji Krajowych i Międzynarodowych
- Zespół ds. Rozwoju Społecznego i Ekologicznego
- Stanowisko ds. Relacji z Absolwentami
- Biuro Sportu Akademickiego
- Krakowska Szkoła Biznesu
- Małopolska Szkoła Administracji Publicznej

## Jednostki w pionie Prorektora ds. Nauki
- Dział Organizacji, Planowania i Ewaluacji Działalności Naukowej
- Biuro Rad Dyscyplin
- Sekcja Ewaluacji i Zapewnienia Jakości Działalności Naukowej
- Sekcja Organizacji Działalności Naukowej, Upowszechniania Nauki i Studenckiego Ruchu Naukowego
- Dział Wsparcia Projektów Badawczych
- Dział Współpracy Międzynarodowej
- Wydawnictwo Uniwersytetu Ekonomicznego w Krakowie (jednostka ogólnouczelniana)
- Biblioteka Uniwersytetu Ekonomicznego w Krakowie (jednostka ogólnouczelniana)  Jednostkami pozakolegialnymi nadzorowanymi przez Prorektora ds. Nauki są:
- Centrum Przedsiębiorczości Strategicznej i Międzynarodowej
- Centrum Przedsiębiorstw Rodzinnych
- Centrum Zaawansowanych Badań Ludnościowych i Religijnych
- Międzynarodowe Centrum Naukowo-Edukacyjne im. Prof. Jerzego Trzcienieckiego
- Ośrodek Badań Europejskich im. Józefa Retingera.

## Jednostki departamentu Kancelaria Rektora
- Sekretariat
- Dział Organizacyjny
- Zespół Controlingu Zarządczego, Analiz i Sprawozdawczości
- Sekretariat Rektora i Prorektorów
- Koordynator Kolegium Rektorskiego
- Dział Zasobów Ludzkich
- Sekretariat Uczelni
- Archiwum
- Akademickie Centrum Kariery
- Archiwum

## Jednostki Departamentu Marki i Komunikacji
- Rzecznik Uczelni
- Sekretariat Departamentu
- Dział Strategii Marki
- Stanowisko ds. Współpracy z Organizacjami Studenckimi i Doktoranckimi
- Stanowisko ds. Uniwersytetu Trzeciego Wieku oraz Uniwersytetu Dziecięcego
- Dział Komunikacji i Public Relations
- Zakład Poligraficzny

## Jednostki Departamentu Zasobów i Rozwoju
- Sekretariat Departamentu
- Dział Planowania Rozwoju
- Dział Inwestycji i Remontów
- Dział Zaopatrzenia
- Dział Aparatury
- Dział Techniczny
- Dział Gospodarczy
- Zespół Administrowania Nieruchomościami
- Zespół ds. BHP i Ochrony Przeciwpożarowej

## Jednostki Departamentu Finansów i Zamówień Publicznych
- Sekretariat Departamentu
- Kwestura
- Dział Zamówień Publicznych

## Domy studenckie
- Dom Studencki „Merkury” przy Al. 29 Listopada 48A
- Dom Studencki „Fafik” przy ul. Racławicka 9

## Inne jednostki
- Muzeum Uniwersytetu Ekonomicznego w Krakowie
- Centrum Diagnostyczno-Lecznicze „Scanmed” – Przychodnia Rejonowa UEK

## Uczelniane organizacje studenckie[2]
- Samorząd studencki
  - Parlament Studencki Uniwersytetu Ekonomicznego w Krakowie (PSUEK)
- Organizacje studenckie
  - AIESEC (AISEC UEK)
  - Akademicki Związek Sportowy AZS UEK
  - Chór Akademicki „Dominanta”
  - Erasmus Student Network Stowarzyszenie ESN UEK
  - Koło PTTK przy UEK
  - Niezależne Zrzeszenie Studentów UEK (NZS UEK)
  - Rada Kół Naukowych UEK
  - Zrzeszenie Studentów Niepełnosprawnych UEK
  - Stowarzyszenie Ad Meritum
- Studenckie koła naukowe[3]
  - Koło Naukowe Analiz Makroekonomicznych
  - Koło Naukowe Analizy Danych
  - Koło Naukowe Austriackiej Szkoły Ekonomii
  - Koło Naukowe Bankowości
  - Koło Naukowe „Bio Craft”
  - Koło Naukowe Chemiczno-Towaroznawcze
  - Koło Naukowe Controllingu i Finansów
  - Koło Naukowe Doradztwa Ekonomicznego
  - Koło Naukowe Ekonomia Biznesu Międzynarodowego
  - Koło Naukowe Finanse i Podatki
  - Koło Naukowe Gospodarki i Administracji Publicznej
  - Koło Naukowe GRUNT
  - Koło Naukowe Handlu Zagranicznego
  - Koło Nauk Politycznych „Homo Politicus”
  - Koło Naukowe Makroekonomii i Gospodarki Światowej
  - Koło Naukowe Marketingu „KolMark 2.0”
  - Koło Naukowe Międzynarodowych Stosunków Gospodarczych
  - Koło Naukowe Opakowalnictwa Towarów
  - Koło Naukowe Prawa „Schola Legem”
  - Koło Naukowe Prawa Publicznego
  - Koło Naukowe Procesu Zarządzania
  - Koło Naukowe Przedsiębiorczości i Innowacji
  - Koło Naukowe Rachunkowości
  - Koło Naukowe Rewizji Finansowej „Audyt”
  - Koło Naukowe Rozwoju Osobistego
  - Koło Naukowe Rynku Kapitałowego „INDEX”
  - Koło Naukowe Studiów Europejskich „Universum”
  - Koło Naukowe Ubezpieczeń „Risk Management”
  - Koło Naukowe Urbanistyki
  - Koło Naukowe Wielokierunkowej Indywidualnej Ścieżki Edukacyjnej
  - Koło Naukowe Zarządzania Jakością
  - Koło Naukowe Zarządzania Zasobami Ludzkimi „Personalni”
  - Koło Zachowań Organizacyjnych „Idea”
  - Studenckie Koło Naukowe Ekologia Wyrobów
  - Turystyczne Koło Naukowe „Wagabunda”